# Virtual Bart
Virtual Bart es un videojuego basado en Los Simpson publicado en 1994 por la empresa Acclaim Entertainment para Super Nintendo y Mega Drive.

## Argumento
El protagonista, Bart, decide probar una máquina de realidad virtual en la feria científica de la escuela. Dicha máquina actúa como una ruleta, La máquina de realidad virtual es en realidad un dispositivo de tortura parecido a una rueda en el que se coloca Bart y luego se gira. La rueda está adornada con varios iconos de nivel y cualquiera que señale la cabeza de Bart cuando la rueda se detiene es el nivel que debe completar. por lo que aleatoria mente coloca a Bart en distintas situaciones: como un cerdo en un matadero de Krusty, deslizándose por un tobogán acuático, recorriendo en una motocicleta en una versión apocalíptica de Springfield (un claro guiño a Mad Max), lanzando tomates a los demás alumnos el día de la foto escolar, como dinosaurio peleando contra cavernícolas y como un bebé saltando por los árboles y tendederos de ropa.
Los niveles varían en cuanto a tema y estilo de juego, pero cada inicio / fin con una breve escena y también contiene una breve secuencia de escenas si se fallan.